# Hongaars honkbalteam

De Hongaarse vlag.

Het Hongaars honkbalteam is het nationale honkbalteam van Hongarije. Het team vertegenwoordigt Hongarije tijdens internationale wedstrijden. Het Hongaars honkbalteam stond in mei 2014 op plaats 65 in de IBAF wereldranglijst.
Het Hongaars honkbalteam is sinds 1993 aangesloten bij de Europese Honkbalfederatie (CEB), de continentale bond voor Europa van de IBAF.

## Kampioenschappen

### Europees kampioenschap onder-21
Hongarije nam één enkele keer deel aan het Europees kampioenschap honkbal onder-21. De 10e plaats werd behaald.
| Editie    | 2006 |
| Prestatie | 10e  |

### Europees kampioenschap
Hongarije nam één enkele keer deel aan het Europees kampioenschap honkbal. De 16e plaats werd behaald.
| Editie    | 2023 |
| Prestatie | 16e  |